# Howell megye
Howell megye az Amerikai Egyesült Államokban, azon belül Missouri államban található. Megyeszékhelye és legnagyobb városa West Plains. Lakosainak száma 39 750 fő (2020. április 1.). Howell megye Texas, Fulton, Douglas, Ozark, Shannon és Oregon megyékkel határos.

## Népesség
A megye népességének változása:
| Lakosok száma | 40 612 | 40 687 | 40 683 | 40 393 | 40 117 | 39 750 |
|               | 2010   | 2011   | 2012   | 2013   | 2015   | 2020   |